# チャンコ増田
チャンコ 増田（チャンコ ますだ、増田 学、1970年4月11日 - ）は元編集者、同人作家・実業家。
1989年3月、東京都立紅葉川高等学校中央分校を卒業。長年東京・浅草に住んでいたが、2015年11月、（おもに自ら開催する）東方Project同人イベントの開催地への移動を考慮し、九州・福岡市へと移住。

## 活動
1993年11月から1997年中旬ころまで、ファミ通（当時「ファミコン通信」）に在籍。
1997年11月26日、同人作品として初めての等身大キャラクター抱き枕を頒布。同人サークル「江戸主水のお店」代表。
1999年9月、ゲーメストを出版していた「新声社」のビル内にあった物理資産を及びマルゲ屋のグッズなどの一部を取得、以降のコミックマーケットにおいて企業出展でこれらのグッズの販売。
2002年、等身大抱き枕販売事業化のための1000万円の出資を募るためにテレビ番組「マネーの虎」に出演した。同人サークル「D.D.D」世話役。
2007年3月21日、初めての主催東方オンリー同人誌即売会「Pre!新潟東方祭」を新潟市朱鷺メッセにて開催。
2009年、九州で初めての東方オンリー同人誌即売会「博多東方祭」開催。
2010年（平成22年）7月4日、香川県高松市にて「中四国東方祭」を開催。
2011年4月3日には通算10回目の開催となる「新潟東方祭⑨」を開催。
2015年9月27日、男性向けジャンル同人誌即売会「大九州合同祭1in小倉」を開催。
2020年3月15日、通算100回目の同人誌即売会「広島合同祭1」を開催。